# Мохаммед Усман
Могаммед Усман (англ. Mohammed Usman, нар. 2 березня 1994) — нігерійський футболіст, півзахисник португальського клубу «Уніау Мадейра».

## Клубна кар'єра
З 2015 року знаходиться на контракті португальського клубу «Уніау Мадейра».

## Виступи за збірні
2015 року дебютував в офіційних матчах у складі національної збірної Нігерії. Наразі провів у формі головної команди країни 3 матчі.
2016 року захищав кольори олімпійської збірної Нігерії. У складі цієї команди провів 6 матчів. У складі збірної — учасник футбольного турніру на Олімпійських іграх 2016 року в Ріо-де-Жанейро, на якому команда здобула бронзові олімпійські нагороди.

## Досягнення

### Збірна
- Чемпіон Африки (U-23): 2015
- Бронзовий призер Олімпійських ігор: 2016